# Arduino Berlam

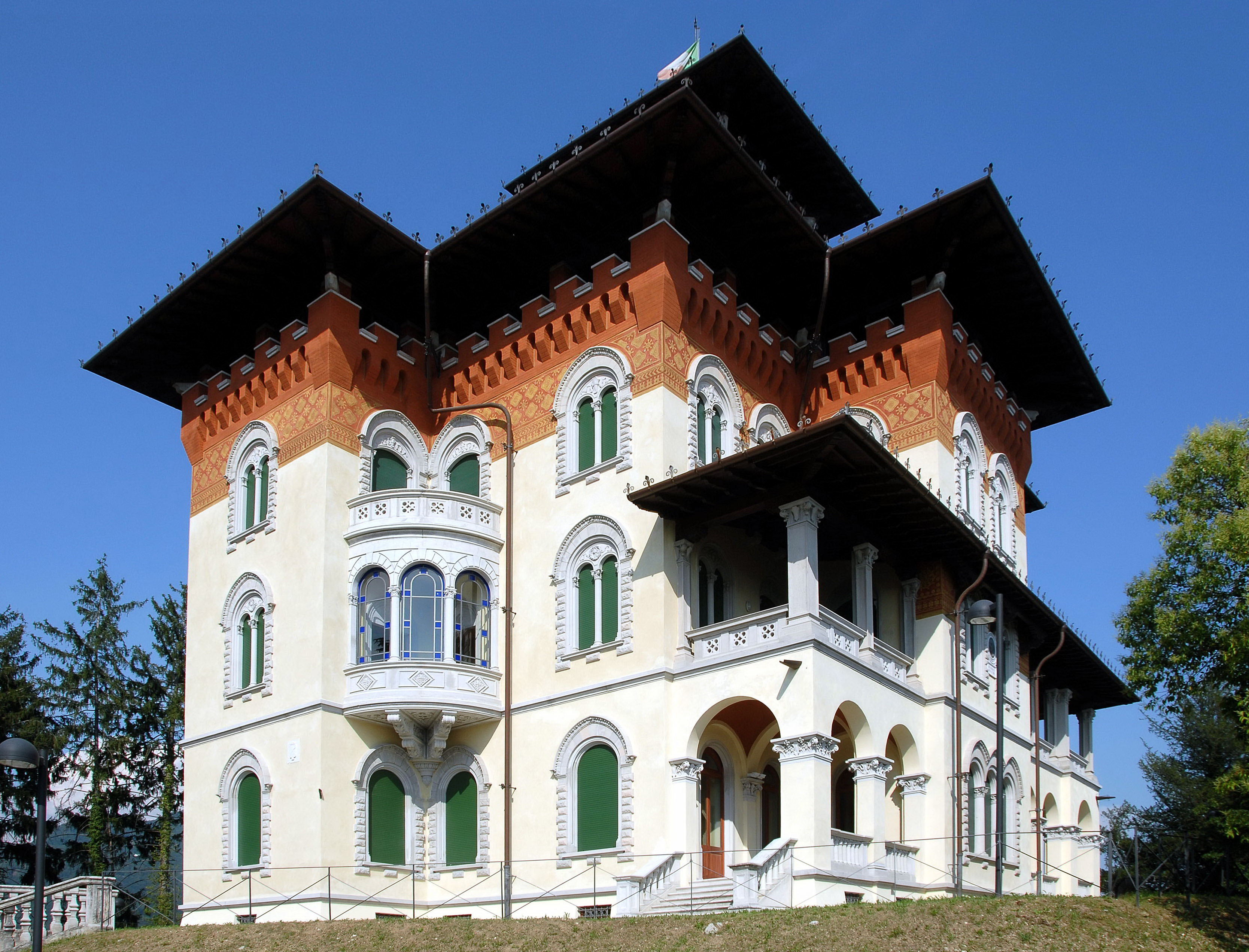
Villa Moretti in Tarcento

Arduino Berlam (* 20. Juli 1880 in Triest, Österreich-Ungarn; † 28. Juli 1946 in Tricesimo bei Udine) war ein italienischer Architekt.

## Leben
Arduino Berlam wurde am 20. Juli 1880 als Sohn des Architekten Ruggero Berlam in der damals österreichisch-ungarischen Hafenstadt Triest geboren. Berlam studierte von 1889 bis 1904 in der Accademia di Belle Arti di Brera und im Polytechnikum von Mailand. Nach seinem Studium kehrte Berlam in seine Heimatstadt Triest zurück, um im Architekturbüro seines Vaters Ruggero tätig zu werden. Vater und Sohn verwirklichten in Triest zahlreiche Bauprojekte wie Palazzo Vianello (1904), Scala dei Giganti (1905–1907), die Synagoge (1906–12) und Palazzo della RAS (1909–13).
Berlam unternahm zahlreiche Reisen durch Italien, nach Griechenland und in die Türkei. Am Ende des Ersten Weltkriegs übernahm Berlam die Leitung des Circolo Artistico Triestino, einen Kreis von Künstlern und Intellektuellen, den sein Vater Ruggero gegründet hatte und unter dessen Mitgliedern sich bekannte Persönlichkeiten wie Italo Svevo, Nino Spagnoli und Umberto Veruda befanden. Ab 1935 lehrte Berlam als Dozent an der Kunsthochschule von Triest.
Berlam vermischte in seinen Werken Elemente aus unterschiedlichen Baustilen wie Jugendstil, Eklektizismus und Renaissance. Erst zum Ende seiner Schaffenszeit näherte Berlam sich zunehmend dem Rationalismus an.
Er starb am 28. Juli 1946 in Tricesimo bei Udine.

## Bauwerke
- Palazzo Vianello, Triest (1904)

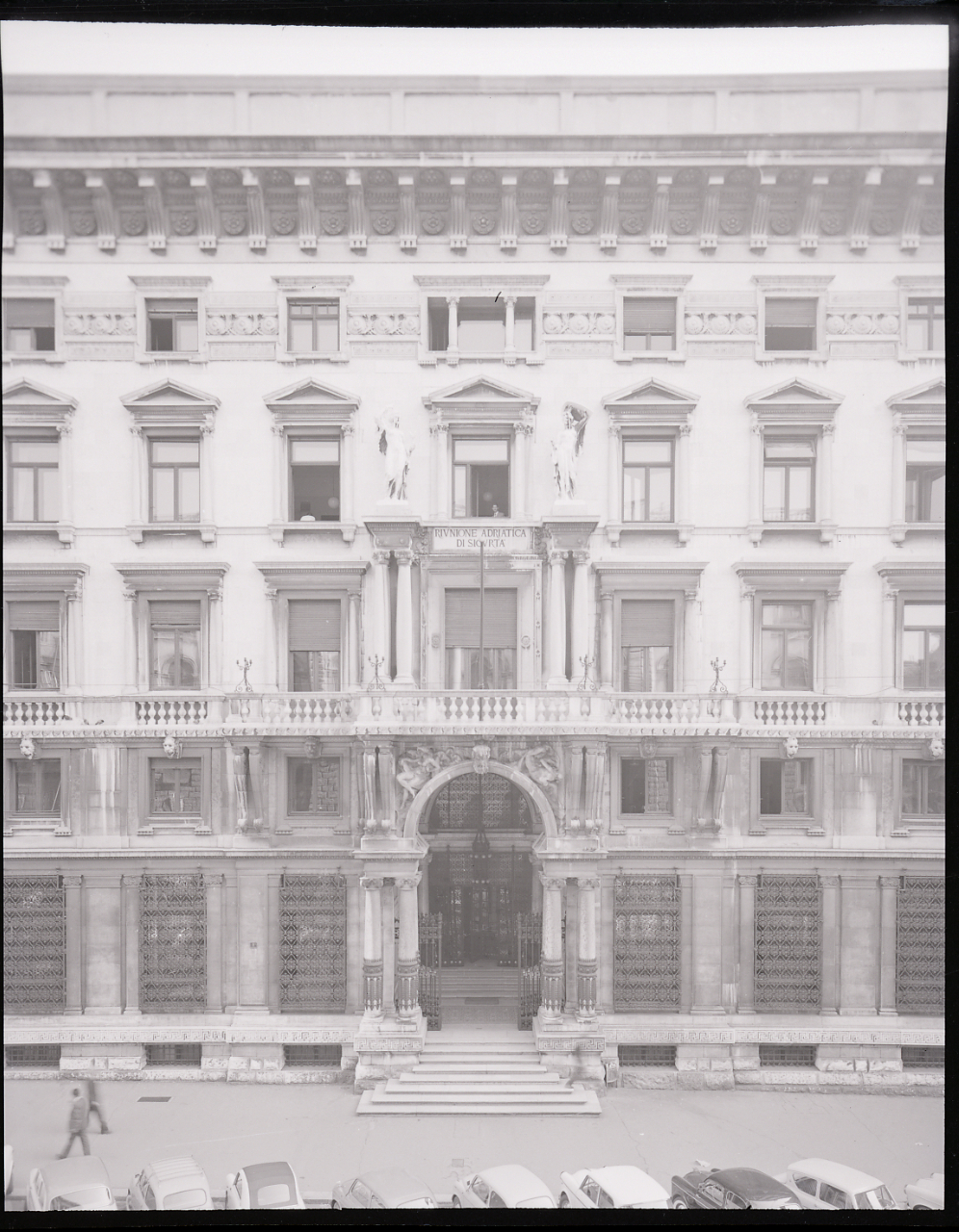
Palazzo della RAS, Triest. Foto von Paolo Monti, 1964

- Scala dei Giganti, Triest (1905–1907)
- Tempio Israelitico di Trieste, Synagoge in Triest (1906–1912)
- Palazzo della RAS, ehemaliger Hauptsitz der RAS Holding in Triest (1909–1913)
- Faro della Vittoria, Leuchtturm von Triest (1923–1927)
- Palazzo Aedes (auch Grattacielo Rosso), Triest (1924–1928)